# Maximilian
Maximilian är ett mansnamn, återgående på ett tysk-romerskt kejsarnamn, det latinska Maximiliánus, som är bildat till latinets máximus som betyder "den störste". En kortform är Max. Den franska formen är Maximilien.
Namnet är mycket ovanligt bland äldre män. På 1990-talet ökade dock namnet i popularitet och det tillhör numera de 100 vanligaste mansnamnen. 31 december 2005 fanns det totalt 1 857 personer i Sverige med namnet, varav 1 080 med det som tilltalsnamn. År 2003 fick 173 pojkar namnet, varav 100 fick det som tilltalsnamn.
Namnsdag i Sverige: 1 februari (sedan 2001). I den finlandssvenska namnsdagslängden har Maximilian namnsdag 18 november sedan 2015.

## Personer med namnet Maximilian
- Ferdinand Maximilian, österrikisk ärkehertig och kejsare av Mexiko
- Maximilian I (tysk-romersk kejsare), österrikisk ärkehertig och kejsare
- Maximilian I av Bayern (kurfurste), hertig av Bayern
- Maximilian I Joseph av Bayern, kung av Bayern
- Maximilian II (tysk-romersk kejsare), tysk-romersk kejsare
- Maximilian II Emanuel av Bayern, kurfurste av Bayern
- Maximilian II av Bayern, kung av Bayern
- Maximilian III Joseph av Bayern, kurfurste av Bayern
- Maximilian Emanuel, prins av Württemberg
- Maximilian av Antiokia, kristen martyr
- Maximilian av Lorch, martyr och romerskt-katolskt helgon
- Maximilian av Tebessa, romerskt-katolskt helgon
- Maximilian Axelson, journalist, lärare och författare
- Maximilian Schell, österrikisk-schweizisk skådespelare
- Maximilian Fletcher
- Maximilian von Gagern, tysk politiker
- Maximilian von Klinger, tysk författare
- Maximilian Kolbe (1894 - 1941), polsk franciskanermunk och martyr
- Maximilien de Robespierre, fransk revolutionspolitiker
- Maximilian Schmeling, tysk pugilist
- Maximilian Véronneau, kanadensisk ishockeyspelare
- Maximilian von Spee, tysk sjömilitär
- Maximilian Weichs, tysk fältmarskalk

### Fiktiva karaktärer med förnamnet Maximillian
- Maximilian Largo, huvudskurken ifrån Bondfilmen, Never Say Never Again, ifrån 1983.